# Pesqueira (España)
Pesqueira (llamada oficialmente A Pesqueira) es una aldea española situada en la parroquia de Castro, del municipio de Boiro, en la provincia de La Coruña, Galicia.

## Otras denominaciones
La aldea también es conocida por el nombre de Cabo de Cruz

## Demografía
| Gráfica de evolución demográfica de Pesqueira entre 2000 y 2021 |
|                                                                 |
| Datos según el nomenclátor publicado por el INE.                |

## Monumentos
Tiene dos iglesias: la Capilla del Carmen, cerca del puerto y construida en el 1960, y la Iglesia del Castro, más grande que la anterior y que es la iglesia parroquial. Probablemente fue construida por el año 1640.
En cuanto a su patrimonio arqueológico, destacan el Castro del Achadizo, el Castro de la Jurita y además los Hornos de Piedra Rubia. Hay que destacar también los cruceros de Romarís y de la Aldea de Arriba, y los hórreos de Romarís y de Carreró. En los  que se refiere a la construcción civil, destaca por su antigüedad la Torre de los Canónigos en Piñeirón, que se cree que fue construida en la misma época que la Torre de Goiáns, entre los siglos XV y XVI. Sufrió varias remodelaciones con el paso del tiempo. También hay que citar la Granxa do Esteiro, con escudo blasonado.

## Economía
El marisco es parte importante de la economía de la villa. La mayoría de la población trabaja en la mar. El puerto de Cabo de Cruz está en fase de expansión debido a su gran actividad marítima. El sector marisquero, con la extracción de diversos bivalvos es el sustento de un número importante de familias. Por otro lado también está el sector del cultivo de mejillón en bateas (sector mayoritario), y el sector conservero y transformador de productos del mar.
El turismo es un sector que dada la calidad reconocida de playas como la de Carragueiros o la Retorta, que disponen de la Bandera Azul y la Q de calidad, además de otras como Ladeira y la Ribeira Grande o pequeñas calas de la costa crucense.

## Deporte
Tiene un club de remo: el Club de remo Cabo de Cruz, fundado en 1979, que participa en la liga ACT y con diversos premios en su haber. En fútbol, existe el equipo inicialmente llamado Cabo de Cruz S.D., club fundado en 1970 que cambió su nombre a S.D. Valiño - Cabo de Cruz en 1992.
El Cabo de Cruz S.D. de fútbol tiene su campo o feudo situado en la zona alta de Valiño. Tiene varias categorías en las que se encuentra empezando por las más pequeñas los pre-benjamines, benjamines, alevines, infantiles, cadetes, juveniles, veteranos y seniors. Siempre ha sido un club muy competitivo ya que algunas de sus categorías militaban en la liga provincial hasta hace algunos años ya que todas o casi todas compiten en las ligas locales. El año pasado los cadetes quedaron segundos y por ello fueron a la fase de ascenso para militar el próximo año en la liga provincial pero perdió esa oportunidad ya que fueron apeados por dos equipos muy superiores de la parte de Santiago de Compostela. El Cabo de Cruz S.D. tiene dos campos de fútbol: uno de hierba natural y el otro de tierra. El de hierba natural posee una cantina, unas gradas cómodamente posicionadas para capacidad de sesenta personas y unos vestuarios bien amplios.

## Festividades
- Fiesta de San Juan: fiesta que se celebra el 23 de junio y que está en fase de recuperación.
- Fiesta del Carmen: fiesta que se celebra el 16 de julio, con una importante tradición, con una procesión marítima y de reconocimiento en Barbanza. Cuenta con diversas actividades.
- Romaría do Castro: se celebra los días 5, 6, 7 y 8 de septiembre. Son las fiestas parroquiales y se celebran desde el nacimiento de la parroquia del Castro.
- Exaltación do Mexillón: se celebra el 15 de agosto, y es una fiesta de carácter gastronómico.